# 经济大衰退
经济大衰退（英語：Great Recession）是一場被2007年8月9日金融海嘯引发的经济衰退。自美國次級房屋信貸危機爆發後，投資者開始對按揭證券的價值失去信心，引發流動性危機。即使多國中央銀行多次向金融市場注入巨額資金，也無法阻止這場連鎖效應的金融危機的爆發。直到2008年9月，這場金融危機開始失控，并开始蔓延至其他经济领域。国际货币基金组织認定这是自大萧条（1929年—1933年）以來最嚴重的經濟和金融危機，通常它也被認為是有史以來第二嚴重的衰退。但是，世界各地對危機的感受並不相同。儘管世界上大多數發達經濟體（尤其是北美、南美和歐洲）陷入了絕對衰退，但許多較新興經濟體所受的衝擊要小得多，特別是中國、印度和波蘭，其經濟在此期間大幅增長。

## 用语

道瓊工業指數一度無量下跌

“经济衰退”（recession）有两个义项：一种是指“一段经济活动的低谷”和持续的困难；另一种是经济学上更精确的操作定义，指商业周期中的收缩期，经历了连续两个季度的GDP负增长。如果以经济学上的定义，经济衰退在美国2009年就已经结束。

2009年各国GDP实际增长率地图，其中呈现褐色的国家/地区陷入了经济衰退

罗伯特·库特纳認為：「『大衰退』（The Great Recession）用詞不當。我們應該停止使用。經濟衰退是商業周期中的低谷，可以自我糾正，或者可以通過適度的財政或貨幣刺激很快得到解決。由於通縮持續陷阱，將這十年停滯的經濟稱為『小蕭條』（The Lesser Depression）或『大通縮』（The Great Deflation）會更準確。」

## 概述
大衰退僅在2009年一年滿足國際貨幣基金組織（IMF）的全球性经济衰退的標準。IMF的定義條件是「世界人均實際GDP下降」。儘管所有G20成員國（佔全球經濟總量的85%）都使用季度數據作為衰退的定義標準，但在缺乏完整數據集的情況下，國際貨幣基金組織決定，不根據季度GDP數據宣布/衡量全球性經濟衰退。然而，G20區經季節性因素調整後的PPP加權後的實際GDP是衡量世界GDP的良好指標，據測算，從2008年第3季度到2009年第1季度的三個季度中，GDP環比下降，它更準確地標記了全球經濟衰退的時間。
根據美國全國經濟研究所（美國衰退的官方仲裁人）的說法，衰退始於2007年12月，結束於2009年6月，因此持續了18個月。

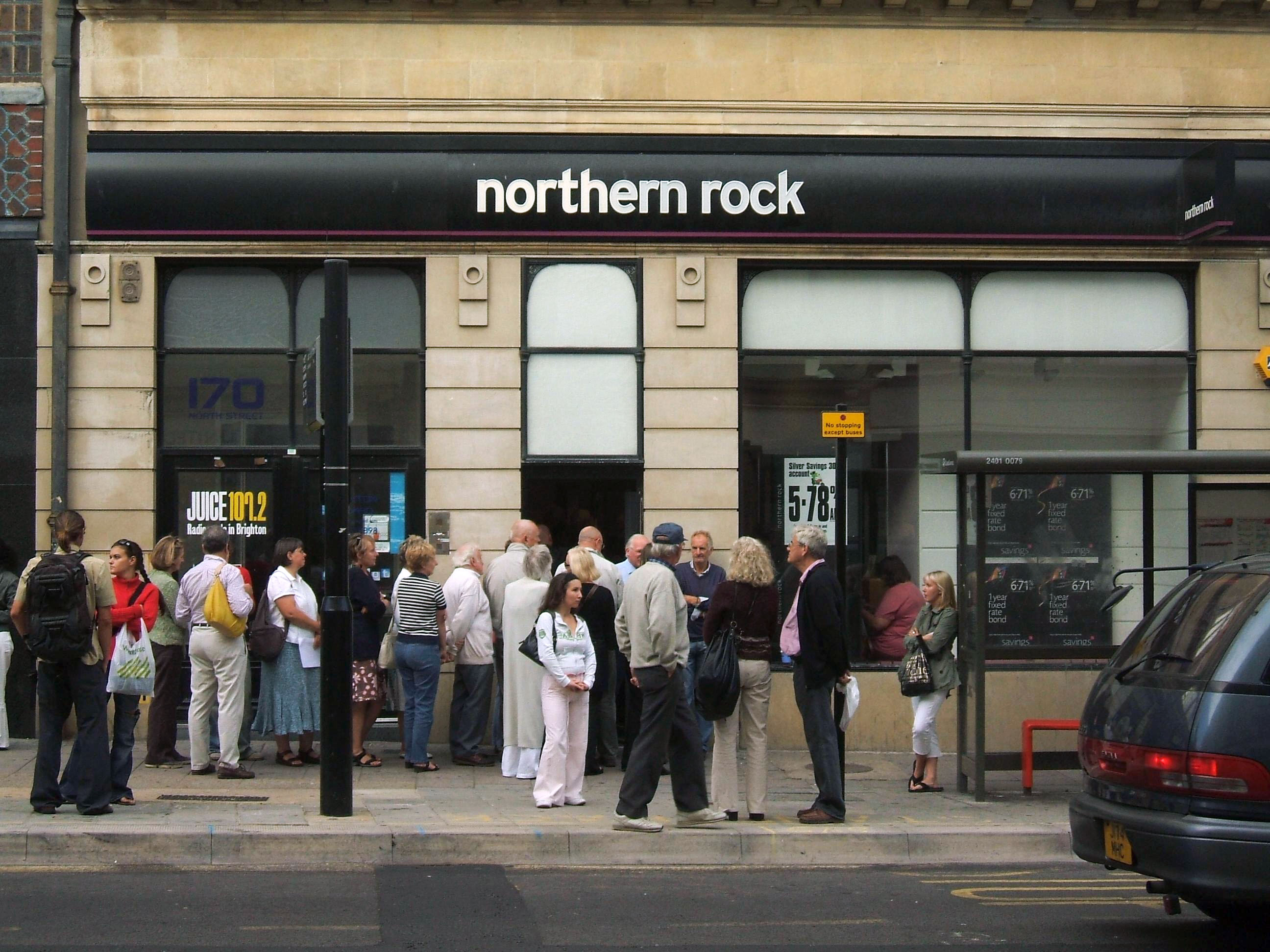
2007年9月14日，因懷疑經營不善，北岩銀行在英格蘭布莱顿的一間支行發生的擠兌；北岩銀行後來被暫時北岩銀行國有化。

危機爆發前的幾年，資產價格過高上漲，經濟需求相應增長。此外，美國的影子銀行系統（例如投資銀行等非儲蓄金融機構）已經成長至可與儲蓄系統相匹敵，但卻不受相同的監管監督，使其容易受到擠提的衝擊。
美國抵押擔保證券雖然有難以估價的風險，但在全球範圍內暢銷，因為它們提供的收益率高於美國政府債券。其中許多證券由次級抵押貸款支持，而次貸抵押貸款在2006年美國房地產泡沫破裂時崩盤，大量房主從2007年開始違約。
2007年次級貸款虧損問題的浮現標誌着危機開始，並暴露了其他有風險貸款和資產價格泡沫的情況。隨著貸款虧損的增加和雷曼兄弟在2008年9月15日破產，同業拆借市場爆發了重大恐慌。影子銀行系統上出現了類似擠兌的現象，導致歐美許多大型且信譽良好的投資銀行和商業銀行遭受巨大損失，甚至面臨破產，需要大規模的公共財政援助（政府救市）。
隨後的全球經濟衰退導致國際貿易量急劇下降、失業率上升和商品價格暴跌。一些經濟學家預測，復甦可能要到2011年才會出現，本次衰退將是自1930年代大蕭條以來最嚴重的一次。經濟學家保罗·克鲁格曼（Paul Krugman）曾經評論說，這似乎是「第二次大蕭條」的開始。
各國政府和中央銀行以財政政策和貨幣政策舉措回應，以刺激國民經濟並降低金融系統風險。衰退重新引起了人們對凱恩斯主義關於如何應對衰退狀況的經濟思想的興趣。經濟學家建議，一旦經濟復甦到足以「描繪可持續增長之路」，就應停止刺激計劃。
在2008年後的經濟復甦期間，美國家庭收入分配變得更加不平等。從2005年到2012年，美國超過三分之二的大都市區的收入不平等現像有所加劇。2005年至2011年之間，美國家庭財富中位數下降了35%，從106,591美元降至68,839美元。

## 起因

资产泡沫：
1. 中央银行黄金储备：$0.845萬億
2. M0（流通现金）：$3.9萬億
3. 传统银行资产：$39萬億
4. 影子银行资产：$62萬億
5. 其他资产：$290萬億
6. 救市基金（2009年初）：$1.9萬億

### 专家组报告
2011年1月，6名民主黨人和4名共和黨人組成的美國金融危機調查委員會提供的多數報告公佈了調查結果。報告得出結論：「這場危機是可以避免的，其起因是：
- 金融監管的普遍失靈，包括联邦储备系统未能阻止有毒抵押貸款的趨勢；
- 公司治理方面的嚴重失誤，包括太多金融公司鲁莽行事，承擔過高風險；
- 過度借貸、家庭風險和華爾街的風險爆炸物混合，將金融體系拖入通往危機的軌道；
- 關鍵決策者對危機準備不足，對他們所監管的金融體系缺乏全面認識；各個層級都系統性地違背了責任制和道德規範。」[32]

共和黨有兩份反對委員會結論的報告。其中一個由三名共和黨任命的人簽署，得出結論認為原因多種多樣。美國企業研究所（AEI）的委員彼得·J·沃里森在他另一份對調查委員會的異議中認為，此次危機主要歸咎於美國的住房政策，包括房利美和房地美的行動。他寫道：「當泡沫在2007年中開始消失時，政府政策產生的低質量和高風險貸款以前所未有的數量破產了。」
二十國集團領導人在2008年11月15日發表的《金融市場與世界經濟峰會宣言》中列舉了以下原因：
近年来，全球经济增势强劲，并长期保持稳定，资本流动加快，市场参与者追逐更高收益，却未恰当评估风险和应履行的责任。与此同时，宽松的承销标准，风险管理措施不到位，日益复杂和不透明的金融产品，以及随之产生的过度杠杆操作，共同造成金融体系的脆弱性。在一些发达国家，决策者、监管者和监督者未能充分评估并解决金融市场不断累积的风险，未能跟上金融创新步伐，未能考虑国内监管行动带来的系统性后果。

### 敘事

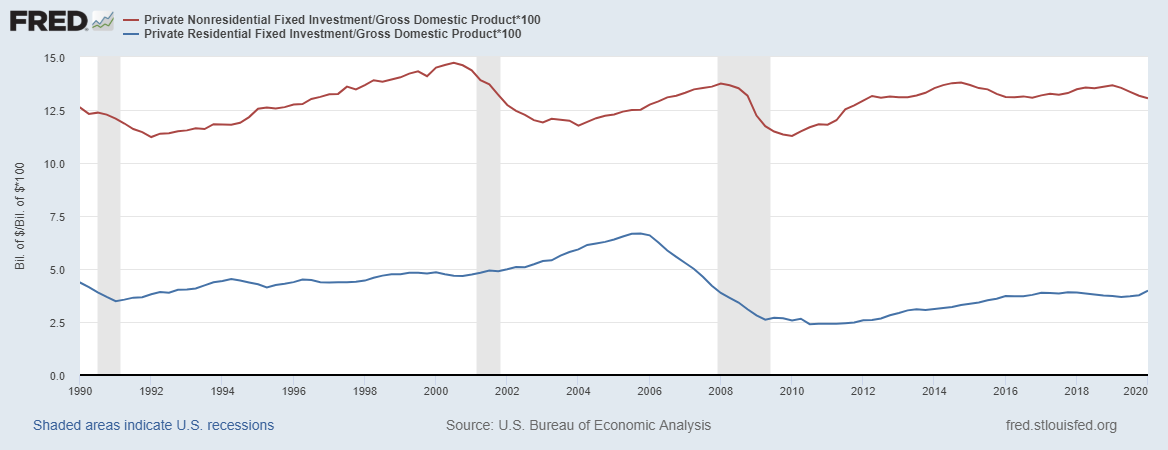
危機期間，美國住宅和非住宅投資相對於GDP下降

有一些「敘事」試圖將經濟衰退的原因放在大背景中。其中五種如下：
1. 影子銀行系統上出現了類似擠兌的現象，影子銀行包括投資銀行和其他非存款金融實體。該系統在規模上已經可以與儲蓄系統相媲美，但並未受到相同的監管保障。它的失靈破壞了向消費者和公司的信貸流。[20][36]
2. 美國經濟受到房地產泡沫的推動。當泡沫破裂時，私人住宅投資（即住房建設）下降了GDP的4％以上。[37][38]由泡沫產生的住房財富推動的消費也放緩了。這導致年需求（GDP）缺口接近1萬億美元。美國政府不願彌補這一私營部門的缺口。[39][40]
3. 在2006年住房價格開始下跌之後，危機爆發前幾十年的家庭債務（英语：household debt）積累達到創紀錄水平，導致資產負債表衰退（類似於債務通縮）。消費者開始還清債務，這減少了他們的消費，使經濟長期放緩、債務水平降低。[20][41]
4. 美國政府的政策鼓勵那些無力負擔的人擁有房屋，導致寬鬆的放貸標準、不可持續的住房價格上漲和負債。[42]
5. 信用評分優良的富裕和中產階級炒房客造成了房價的投機泡沫，然後在大規模拖欠債務後破壞了當地的房地產市場和金融機構。[43]

1-3的基本假設是，收入不平等和工資停滯不斷加劇，促使家庭增加債務以維持他們期望的生活水平，從而加劇了泡沫。此外，更多的收入流向最高階層，增強了商業利益的政治力量，而這種力量被用來放鬆或減少對影子銀行系統的監管。
5挑戰了「信譽欠佳的次級借款人購置無力負擔的房屋造成了危機」這一普遍說法。這種敘事得到了新研究的支持，研究表明，在美國住房市場繁榮期間，抵押貸款債務的最大增長來自信用評分中處於中部和頂部的信用評分良好的人，而這些借款人佔違約比例很高。

### 貿易失衡和債務泡沫

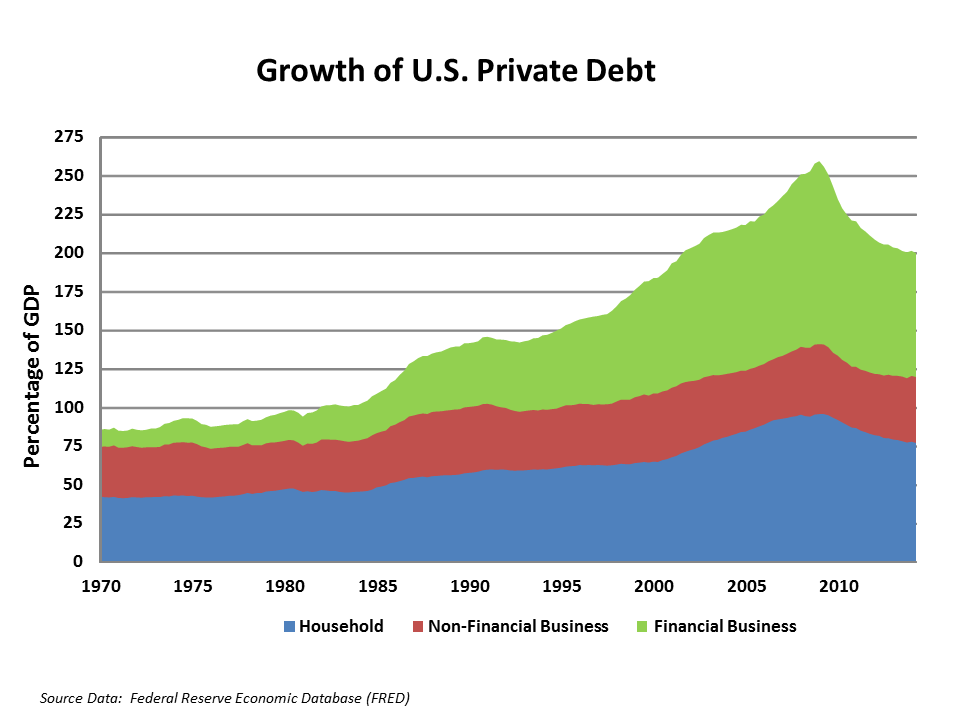
在危機發生前的幾年中，美國家庭和金融企業的借貸（槓桿）大幅增加

《經濟學人》雜誌在2012年7月寫道，為美國貿易赤字提供資金所需的投資資金流入是導致房地產泡沫和金融危機的主要原因：「貿易赤字在1990年代初不到GDP的1%，但在2006年達到6%。該赤字是由外國儲蓄，特別是來自東亞和中東的外國儲蓄的流入來彌補的。這些錢的大部分流入了不可靠的抵押貸款，以購買高估的房屋，其結果就是金融危機。」
2008年5月，美國全国公共广播电台（NPR）在獲得皮博迪獎的節目「The Giant Pool of Money」中解釋稱，來自發展中國家的大量儲蓄流入抵押貸款市場，推動了美國的房地產泡沫。固定收益儲蓄從2000年的約35萬億美元增加到2008年的約70萬億美元。NPR解釋說，這筆錢來源不同，「但最主要的是，各種貧窮國家都變富裕了，他們製造電視之類的東西並向我們出售石油。中國、印度、阿布扎比、沙特阿拉伯賺了很多錢，並將其存入銀行。」
保罗·克鲁格曼在2012年2月描述歐洲危機時寫道：「於是，我們所關注的基本上是國際收支問題，在歐元誕生之後，資本向南氾濫，導致南歐被高估。」

### 货币政策
另一種關於起因的敘事則關注公共貨幣政策（特別是在美國）和私人金融機構的實踐所扮演的角色的各個方面。在美國，抵押融資異常分散、不透明且具有競爭力，並且據信，貸方為了收入和市場份額的競爭導致承保標準下降和風險貸款。
儘管艾倫·格林斯潘（Alan Greenspan）擔任联邦储备系统主席的角色被廣泛討論，但爭議的焦點仍是將聯邦基金利率降至1%以上長達一年多的時間，根據奧地利理論家的說法，這將大量「唾手可得的」基於信貸的資金注入了金融體系，造成了不可持續的繁榮，還有一種觀點認為，格林斯潘在2002-2004年間採取的行動實際上是為了讓美國脫離互聯網泡沫破裂導致的21世紀初經濟衰退——儘管這樣做無濟於事，只是推遲了危機。

### 私人債務高企

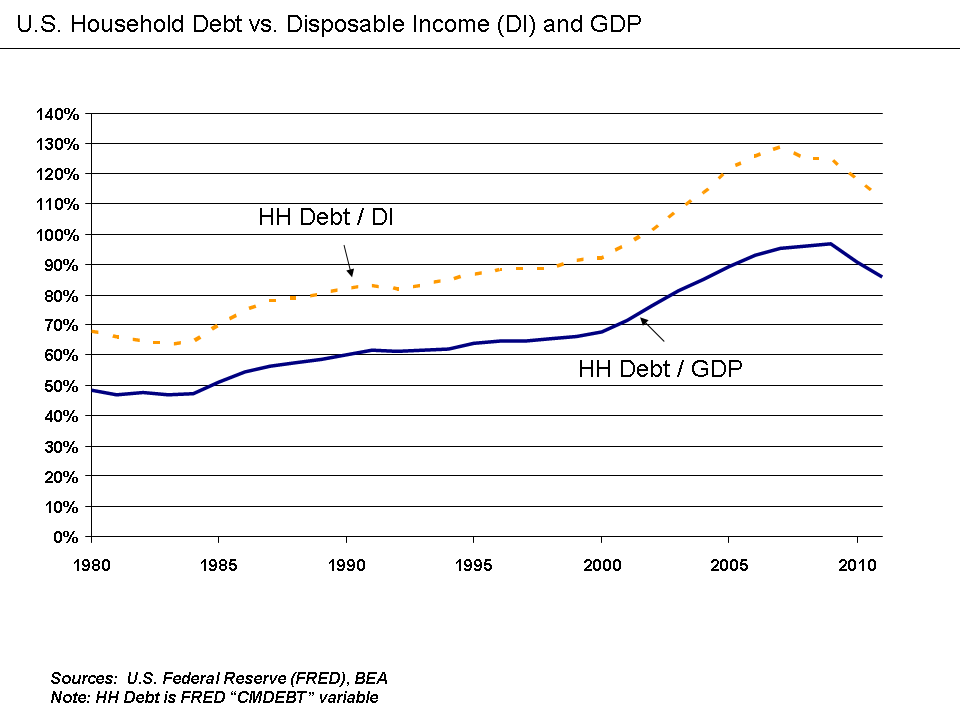
美國家庭債務相對於可支配收入和GDP的比率

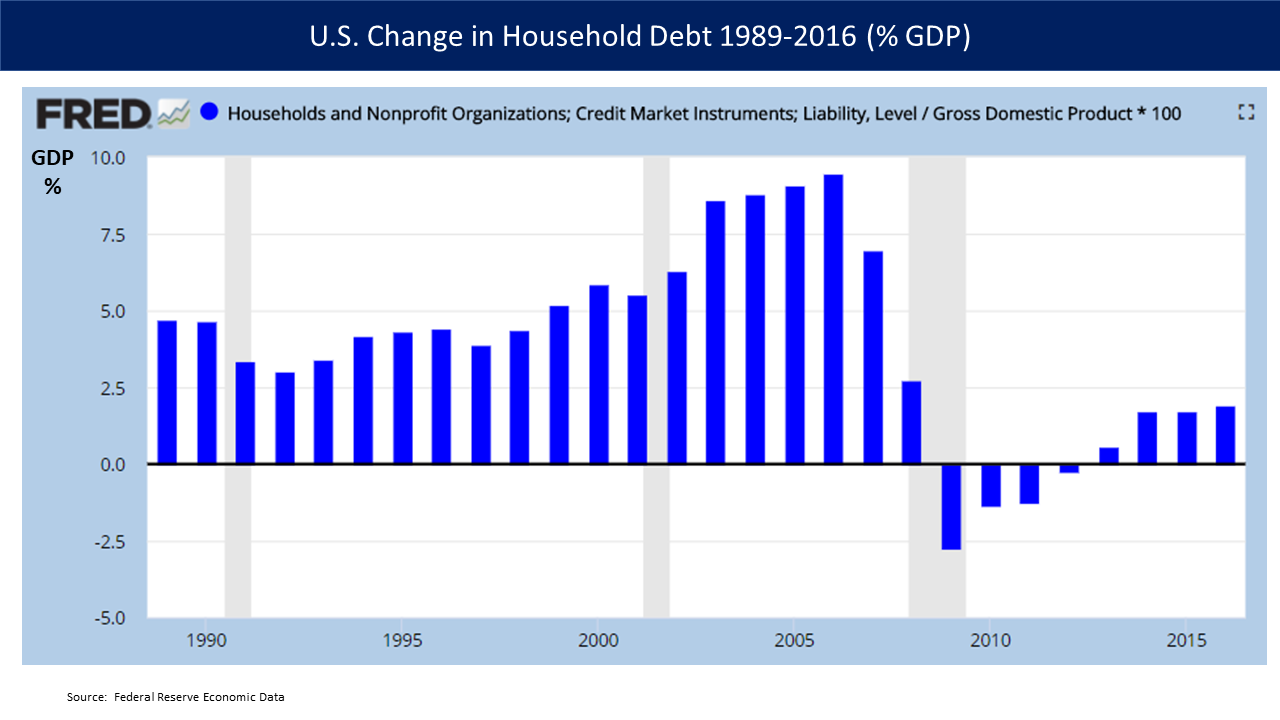
1989-2016年美國家庭債務佔GDP的百分比變動。2009-2012年房主償還債務是復甦的不利因素。經濟學家卡门·莱因哈特解釋說，相對於典型的衰退，這種行為往往會減緩金融危機的復甦。

另一種敘述着眼於美國經濟中高水平的私人債務。截至2007年底，美國家庭債務佔年度個人可支配收入的百分比為127%，相比之下1990年為77%。面對隨着可調利率抵押貸款還款增加而增加的抵押貸款還款，家庭開始史無前例地大量違約，令抵押貸款支持證券一文不值。較高的私人債務水平還使衰退加劇，隨後的復甦減弱，從而影響了經濟增長。罗伯特·莱克（Robert Reich）稱，美國經濟中的債務數額可以追溯到經濟不平等，前提是假定中產階級的工資仍然停滯不前，而財富則集中在最高階層，而家庭「則拿家底抵押並過度負債以維持生活水平」。
國際貨幣基金組織在2012年4月的報告中寫道：「在經濟衰退前的幾年裏，家庭債務猛增。在發達經濟體，2007年之前的五年中，家庭債務與收入的比率平均上升了39個百分點，達到138%。在丹麥、冰島、愛爾蘭、荷蘭和挪威，債務達到了家庭收入的200%以上的峰值，愛沙尼亞、匈牙利、拉脫維亞和立陶宛等新興經濟體的家庭債務也飆升至歷史高位。房價和股票市場的同時繁榮意味著相對於資產的家庭債務保持基本穩定，這掩蓋了家庭對資產價格急劇下跌的承受力增加。當房價下跌時，迎來了全球金融危機，許多家庭看到了相對於債務，他們的財富縮水了，收入減少，失業增加，他們發現難以償還抵押貸款。到2011年底，實際房價已從最高點下跌了約4%。愛爾蘭為1%，冰島為29%，西班牙和美國為23%，丹麥為21%。家庭違約、「溺水屋」（貸款餘額超過房屋價值）、取消抵押品贖回權和減價出售現在在許多經濟體中很普遍。在一些國家，家庭已經開始通過償還或拖欠債務去槓桿化。它在美國最為明顯，約三分之二的債務減少是違約。」

### 危機前警告
經濟危機的爆發令多數人感到震驚。2009年的一篇論文確定了2000-2006年間根據當時繁榮的美國住房市場的崩潰預測了經濟衰退的12位經濟學家和評論員：迪恩·贝克、韦恩·戈德利、弗雷德·哈里森、迈克尔·哈德逊、Eric Janszen、斯蒂夫·科恩、雅各布·B·马德森、Jens Kjaer Sørensen、库特·丽舍巴舍尔、魯里埃爾·魯比尼、彼得·希夫和羅勃·席勒.

### 房地產泡沫

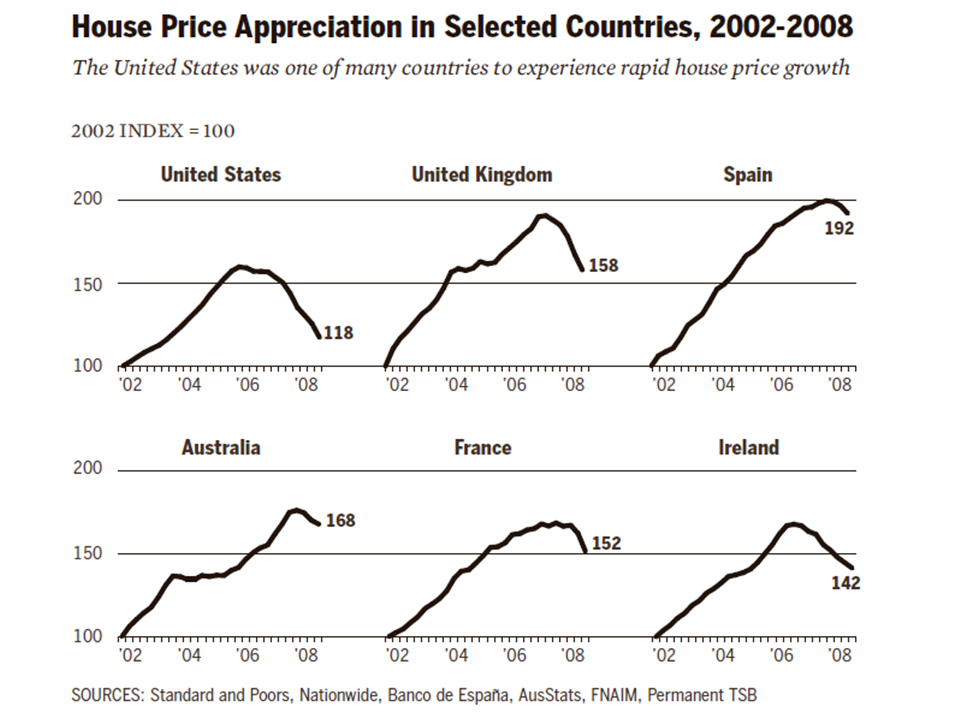
2002-2008年部分國家的房價上漲

2007年，房地产泡沫仍在很多国家继续。特别是美国、法国、英国、意大利、西班牙、荷兰、澳大利亚、阿联酋、新西兰、爱尔兰、波兰、南非、希腊、保加利亚、克罗地亚、挪威、瑞典、芬兰、新加坡、韩国、阿根廷、波罗的海国家、印度、罗马尼亚、乌克兰和中国。美联储主席艾伦·格林斯潘2005年说「至少（美国住房市场）有点小『泡泡』……很难对当地的泡沫视而不见」。
同時，《經濟學人》寫道：「全球性的房價上漲是史上最大的泡沫」。房地產泡沫（根據「泡沫」的定義）破裂後將是價格下降（也稱為房價崩盤），這可能導致許多所有者持有負資產（抵押債務高於抵押品的當前價值）。

### 监管不力或不当

#### 监管鼓励放松放贷标准
一些分析师，包括美国企业研究所的Peter Wallison和Edward Pinto认为很多私人放贷者在政府经济适用房政策鼓励下放松信贷标准。他们引用1992年的《住房和社区发展法》（Housing and Community Development Act），该法案最初规定美国房地美和房利美30%的贷款与经济适用房相关。法案还授予美國住房及城市發展部设定未来要求的权力。该数字在1995年上升到42%，在2000年上升到50%，到了2008年（在布什政府的领导下），最低比率定为56%。为了达到标准，房地美和房利美设立计划，购买了5万亿美元的经济适用房贷款，还鼓励放贷者放松标准，增加发放贷款。
这些批评者还认为1995年的《国家自有住房战略：美国梦中的合作伙伴》（The National Homeownership Strategy: Partners in the American Dream）是不妥当的监管规定，该战略由克林顿总统的住房和城市发展部部长亨利·西斯内罗斯（Henry Cisneros）编制。2001年，独立的研究公司Graham Fisher & Company称：“尽管该战略的基础的倡议内容宽泛，但其主题……是放宽信用标准。”
还有批评家认为《社区再投资法》（The Community Reinvestment Act，CRA）是衰退的原因之一。他们认为放贷人试图通过放宽放贷标准去履行CRA承诺，并指出公布的CRA贷款承诺数额巨大，在1994-2007年间一共达到4.5万亿美元。
但是，金融危機調查委員會（FCIC）民主黨多數報告得出的結論是，房利美和房地美“並非危機的主要原因”，且CRA並非危機的因素。此外，由於歐洲多個國家也出現了房地產泡沫，因此，調查委員會共和黨少數派反對意見報告還得出結論，美國的房地產政策並不是全球房地產泡沫擴大的有力解釋。這場危機的主要原因之一是美國政府要求銀行提供高風險貸款的住房政策這一假說已引起廣泛爭議，保罗·克鲁格曼還將其稱為“虛構的歷史”。

#### 衍生工具
一些消息指，美國政府未能監督甚至要求被稱為衍生工具的金融工具透明化。信用違約交換（credit default swap，簡稱CDS）等衍生產品完全或幾乎不受監管。邁克爾·劉易斯（Michael Lewis）指出，CDS使投機者能夠在同一抵押證券上押注。這類似於允許許多人為同一房屋購買保險。購買CDS保護的投機者押注會發生重大抵押擔保違約，而賣方（如AIG）則押注不會。只要可以找到CDS的買賣雙方，就可以對相同的住房相關證券無限量押注。當基礎抵押證券發生嚴重違約時，像AIG這樣出售CDS的公司無法履行其義務並違約；美國納稅人向全球金融機構支付了超過1,000億美元，以履行AIG義務，這引起了極大的憤慨。
《華盛頓郵報》2008年的一篇調查文章發現，當時的主要政府官員（聯邦儲備委員會主席艾伦·格林斯潘、財政部長罗伯特·鲁宾和证券交易委员会主席阿瑟·莱维特）強烈反對針對衍生工具的任何監管。1998年，商品期貨交易委員會負責人布鲁克斯利·波恩提出了一份政策文件，就衍生工具是否應上報、通過中央機構出售，或是否應該對買家提出資本要求的問題，向監管者、遊說者和立法者徵求反饋意見。他們的買家應該有要求。格林斯潘、魯賓和萊維特向她施壓，要求她撤回該文件，格林斯潘說服國會通過一項決議，以防止6個月內商品期貨交易委員會再對衍生品進行監管——其後伯恩的任期將屆滿。最終，正是特定類型的衍生產品——不動產抵押貸款證券——的崩潰，引發了2008年的經濟危機。

#### 影子银行

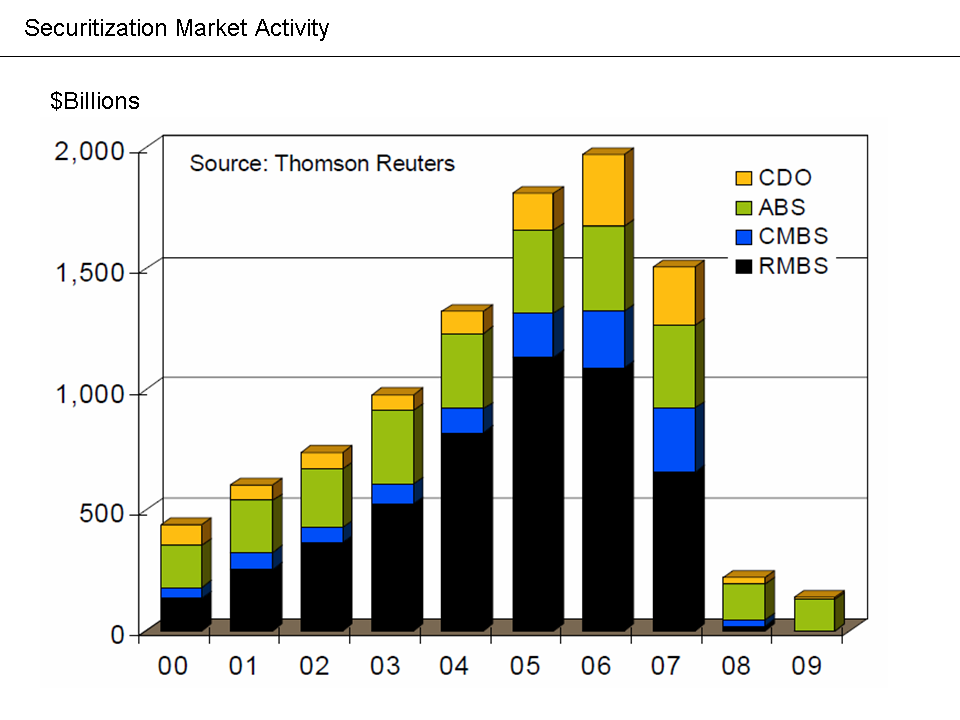
危機期間證券化市場遭受損失

保罗·克鲁格曼在2009年寫道，影子銀行系統的擠兌是這場危機的根本原因。「隨著影子銀行系統的重要性擴大到甚至可以超過傳統銀行，政治家和政府官員應該意識到，他們正在重新製造使大蕭條成為可能的那種金融脆弱性——並且他們本應該通過擴大監管和金融安全網來覆蓋這些新機構。位高權重的人本應該宣佈這樣的規則：凡是做銀行所做的事情的東西、凡是在危機中像銀行那樣需要救助的東西，都應像銀行一樣受到監管。”他稱這種管控的缺失是“惡意的疏忽”。
2008年期間，美國最大的三家投資銀行要麼破產（雷曼兄弟），要麼賤賣給了其他銀行（貝爾斯登和美林证券）。投資銀行不受適用於存款銀行的更嚴格規定的約束。這些失敗加劇了全球金融體系的不穩定性。剩下的兩家可能面臨破產的投資銀行：摩根士丹利和高盛，選擇了成為商業銀行，從而接受了更嚴格的監管，但可以通過美聯儲獲得信貸。此外，美國國際集團（AIG）已為抵押支持證券和其他證券提供了保險，但當債務人違約這些證券時，則不需要維持足夠的準備金來支付其義務款項。根據合同，AIG被要求向許多債權人和交易對方增加抵押品，當美國政府替AIG向全球主要金融機構支付了超過1,000億美元的美國納稅人資金時，這引發了爭議。儘管這筆錢是AIG合法欠銀行的（根據機構通過從AIG購買的信用違約互換達成的協議），但許多國會議員和媒體人對使用納稅人的錢來救助銀行表示憤怒。
經濟學家加里·戈頓在2009年5月寫道：
與歷史上19世紀和20世紀初的銀行恐慌不同，當前的銀行恐慌是批發的恐慌，而不是零售的恐慌。在較早的情節中，儲戶跑到銀行拿支票帳戶要求取現。因無法滿足這些要求，銀行系統破產了。當前的恐慌涉及在其他金融公司的基礎上「運作」的金融公司，它們不續簽出售和再回購協議（repo）或增加回購保證金（“haircut”），迫使大規模去槓桿化，並導致銀行體系破產。
金融危機調查委員會在2011年1月報告：
在20世紀初期，我們建立了一系列保護措施——美聯儲（Federal Reserve）作為最後貸款人、聯邦存款保險、充足的法規——築起了抵禦19世紀經常困擾美國銀行體系的恐慌的堡壘。然而，在過去的30多年中，我們允許影子銀行系統的發展，它們不透明且負擔大量短期債務，能夠與傳統銀行系統的規模匹敵。市場的關鍵組成部分——例如數万億美元的回購市場、資產負債表外實體和使用場外衍生工具——被隱藏在視野之外，沒有我們為防止金融危機而建立的保護措施。我們擁有21世紀的金融體系和19世紀的保障措施。

### 系統性危機
許多經濟學家將金融危機和經濟衰退描述為另一場更深層次的危機的徵兆。例如，拉斐·巴特拉認為，金融資本主義的不平等現象加劇，製造投機泡沫，泡沫破裂並導致蕭條和重大政治變革。女權主義經濟學家Ailsa McKay和Margunn Bjørnholt認為，金融危機及其對策的揭示了主流經濟學和經濟學界的思想危機，並呼籲重塑經濟、經濟理論和經濟學專業。經濟學專業。她們認為重塑中應包含女性主義經濟學和生態經濟學的新進展，以對社會而言可靠、敏感和負責的主題為出發點，建立充分承認對彼此以及地球的關愛的一種經濟和經濟理論。

## 影响

### 对美国的影响

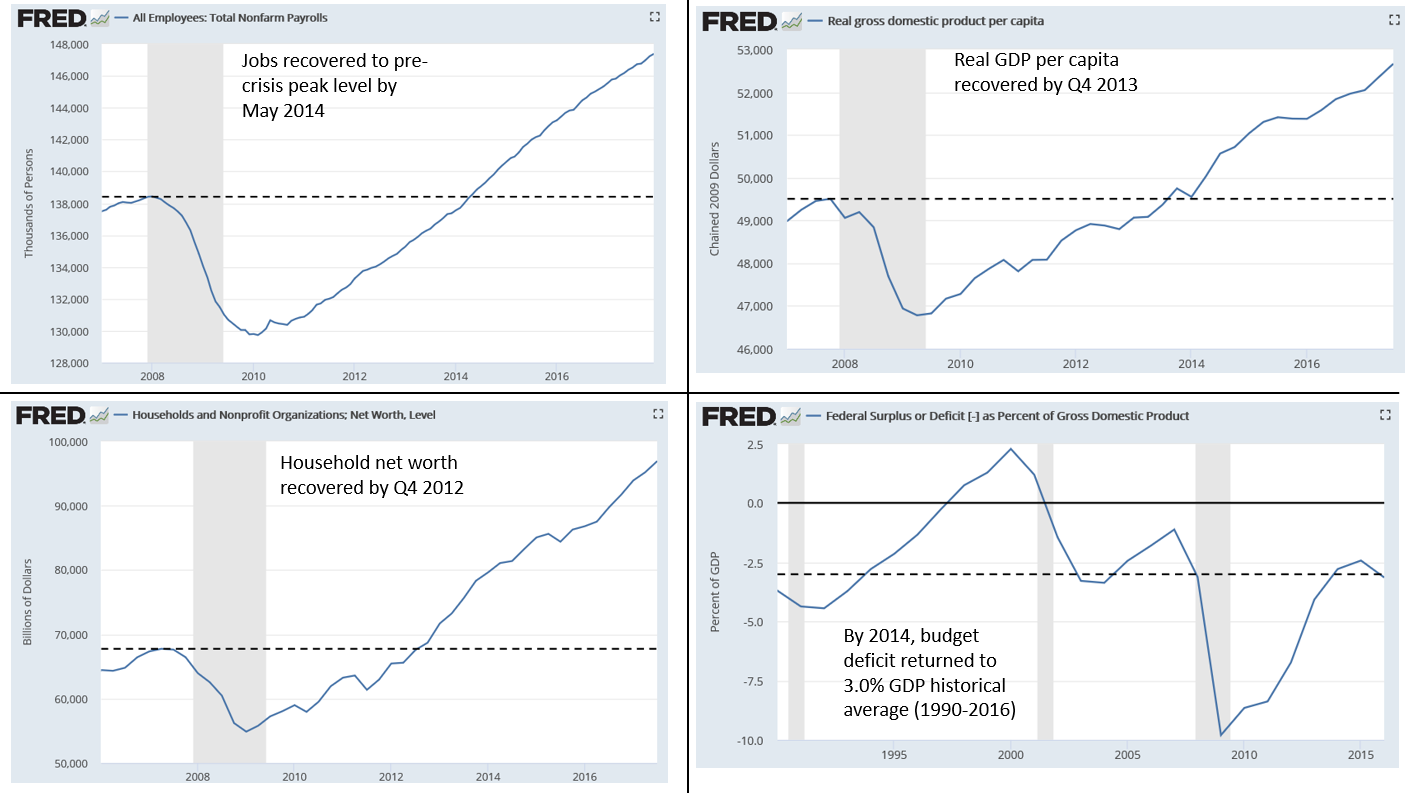
美國的一些主要經濟指標已從2007-2009年的次貸危機和2013年至2014年的大衰退中恢復

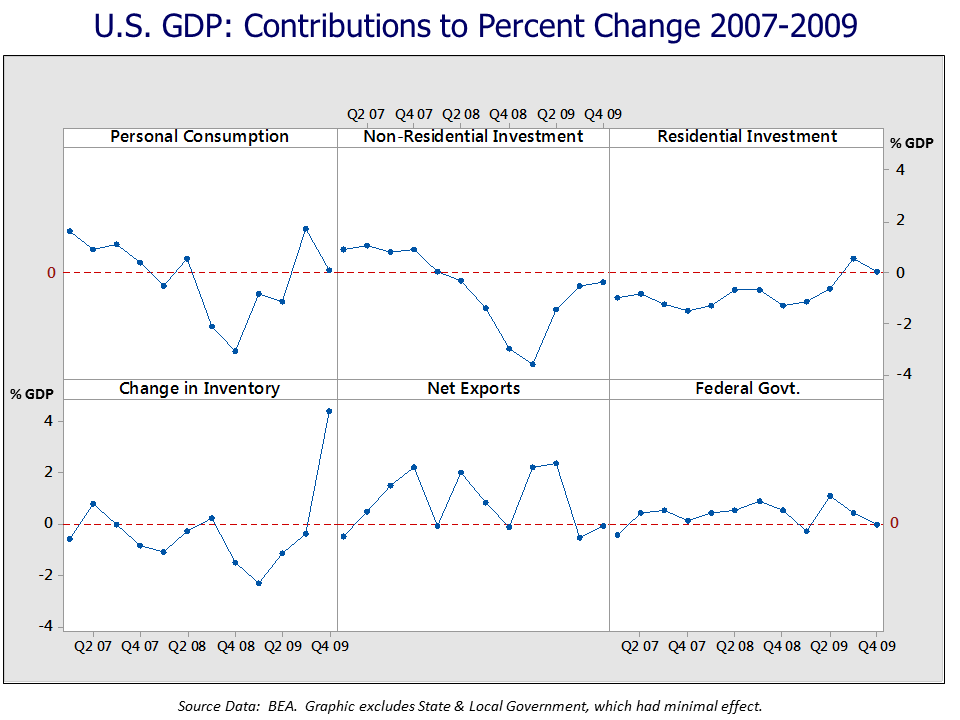
美國實際GDP——2007-2009年各成分對百分比變化的貢獻

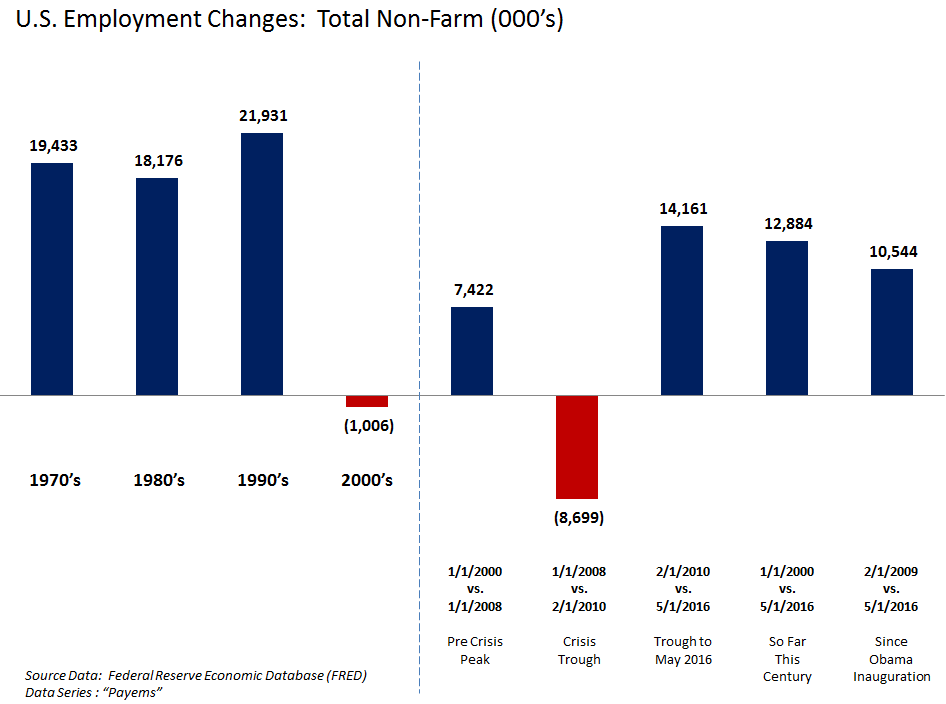
美国就业变化

大衰退對美國產生了重大的經濟和政治影響。儘管經濟衰退嚴格意義上僅為從2007年12月持續至2009年6月（名義GDP谷值），但許多重要的經濟變量直到2011-2016年才恢復到衰退前（2007年11月或第四季度）的水平。例如，實際GDP下降了6500億美元（4.3%），直到2011年第三季度才恢復到15萬億美元的衰退前水平。反映股市和房價的家庭淨資產下降了11.5萬億美元（17.3%），直到2012年第三季度才恢復到66.4萬億美元的衰退前水平。有工作的人數（非農業就業人口總數）下降了860萬人（6.2%），直到2014年5月才恢復衰退前1.383億人的水平。失業率在2009年10月達到10.0%的峰值，直到2016年5月才恢復到衰退前的4.7%的水平。
阻礙復甦的主要力量是個人和企業都償還了數年的債務，而不是像以往那樣借貸並消費或投資。這種向私營部門盈餘的轉移導致了龐大的政府赤字。但是，聯邦政府從2009-2014財年起將支出保持在約3.5萬億美元（從而減少了佔GDP的百分比），這是一種緊縮措施。當時的美聯儲主席本·伯南克（Ben Bernanke）在2012年11月解釋了一些阻礙復甦的經濟因素：
- 住房部門沒有像之前的衰退復甦一樣反彈，因為該部門在危機期間受到了嚴重破壞。數以百萬計的抵押品贖回權取消造成了大量產業的剩餘，而消費者正在還債而不是置業。
- 由於銀行還清了他們的債務，個人借貸和消費（或公司投資）的信貸不容易獲得。
- 在最初的刺激措施之後，政府支出的節制（即緊縮政策）不足以抵消私營部門的疲態。[96]

在政治方面，銀行救市和刺激措施（由乔治·沃克·布什總統發起，由奧巴馬總統繼續或擴大）引起的廣泛憤怒對銀行業領導層影響不大，這是促使美國從2010年開始在政治上向右前進的一個因素。例子有茶黨的崛起和隨後選舉中民主喪失多數。截至2014年12月，奧巴馬總統宣布，從布殊政府時期開始並在他的政府時期繼續實施的救助措施已結束，且大部分盈利。截至2018年1月，考慮貸款利息，政府已完全收回了救助資金。各種救助措施共投資、借出或劃撥了6260億美元，而3900億已退還給財政部。財政部還獲得了3230億的救助貸款利息，產生了870億美元的利潤。有人認為，大蕭條也是導致民粹主義情緒上升的重要因素，這種情緒導致了2016年特朗普當選总统。

### 对欧洲的影响

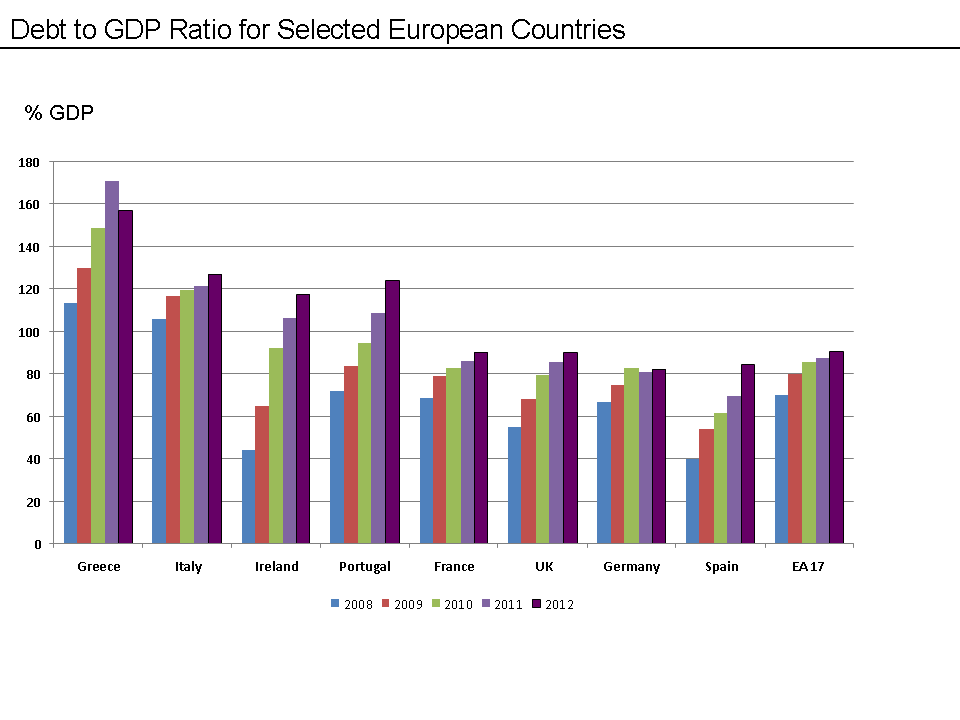
一些歐洲國家的公共債務佔GDP的比率-2008年至2011年。數據來源：歐盟統計局

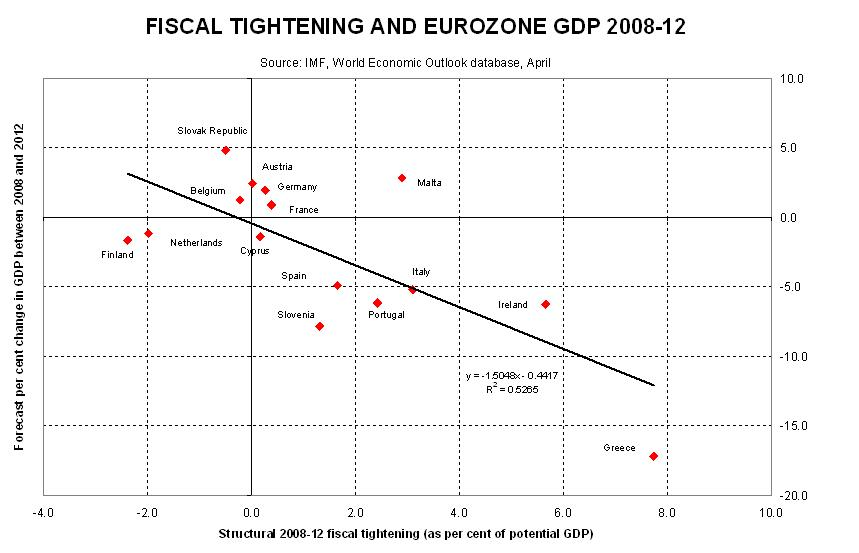
2008-2012年欧元区國家财政紧缩和GDP增长率的关系

歐洲的危機通常從銀行體系危機演變為主權債務危機，因為許多國家選擇使用納稅人的錢來救助其銀行體系。希臘的不同之處在於，希臘面臨著巨大的公共債務，而不是銀行體系內的問題。幾個國家從三駕馬車（歐洲委員會、歐洲中央銀行、國際貨幣基金組織）獲得了救助計劃，該計劃還實施了一系列緊急措施。
許多歐洲國家開始實施緊縮方案，從2010年到2011年減少了相對於GDP的預算赤字。例如，根據CIA《世界概況》，希臘將其預算赤字從2010年的GDP的10.4%改善到2011年的9.6％。冰島、意大利、愛爾蘭、葡萄牙、法國和西班牙也改善了2010年到2011年间相對於GDP的預算赤字。
但是，如右圖所示，除德國外，這些國家中的每個國家的公共債務與GDP的比率從2010年到2011年均增加（即惡化）。希臘的公共債務佔GDP的比例從2010年的143%增加到2011年的的165%，至2014年達到185%。這表明，儘管這些國家在此期間的預算赤字有所改善，但GDP的增長仍不足以使債務佔GDP的比率下降（改善）。歐盟統計局報告稱，歐元區17個國家的債務與GDP的比率在2008年為70.1%，2009年為79.9%，2010年為85.3%，2011年為87.2%。
根據CIA《世界概況》，2010年至2011年，西班牙、希臘、意大利、愛爾蘭、葡萄牙和英國的失業率有所上升，法國沒有明顯變化，而德國和冰島的失業率下降。歐盟統計局報告稱，2012年9月，歐元區失業率達到創紀錄的11.6%，高於上一年的10.3%。失業狀況因國家而異。
2012年4月，經濟學家马丁·沃尔夫（Martin Wolf）分析了歐洲一些國家2008年至2012年GDP累計增長和緊縮政策導致的總預算赤字減少之間的關係。他得出結論是：「總之，沒有證據表明在這裡，大型財政緊縮（減少預算赤字）為信心和增長帶來了好處，抵消了緊縮帶來的直接影響。它們帶來的正是人們所預期的：小緊縮帶來衰退，大緊縮帶來蕭條。」根據他的分析中使用的從IMF數據中得出的等式，預算餘額（赤字或盈餘）的變化解釋了GDP的變化的約53%。
經濟學家保罗·克鲁格曼於2012年4月分析了一些歐洲國家的GDP與預算赤字削減之間的關係，並得出結論：緊縮政策減緩了經濟增長，類似於马丁·沃尔夫的結論。他還寫道：「……這還意味著，即使在短期內，每緊縮1歐元也只能減少約0.4歐元的赤字。因此，難怪整個緊縮企業活動正陷入災難。」
英國於2016年離開歐盟的決定在一定程度上與大衰退對英國的影響有關。

### 免于衰退的国家
欧洲国家中，只有波兰未受到大的影响。分析认为，其中原因包括银行负债低，房贷市场小，波兰出口增长，并且有自己的货币而不是使用欧元。
韩国在2009年躲过了经济危机。根据國際能源署的说法，韩国是大型OECD国家中唯一在2009全年躲过经济危机的国家。2009年一季度，韩国是唯一经济增长的发达国家。
澳大利亚经济只受到了一个季度的不良影响。
大多数发展中国家未受影响，非洲尤其如此，因为他们还未完全融入世界市场。印度和中华人民共和国依仗其众多的人口，庞大的线下初级手工业和农业规模，未完全放开的市场，国家的宏观调控和政府的严格监管而未受过大波及。在拉丁美洲，限制银行借贷的法律严格，因此拉美未受影响。Bruno Wenn of the German DEG说西方国家可以从这些国家学习金融市场监管

## 伊朗提出“美元替代方案”
伊朗總統馬哈茂德·艾哈邁迪內賈德早在2007年11月20日就已針對美元表示：「他們得到了我們的石油，卻給了我們一錢不值的廢紙（美元）。」為了因應美元貶值將帶來的經濟危機，伊朗已經把自己外匯儲備中的一大部分轉為了其他貨幣，他建議OPEC可以考慮自己推出新貨幣。
2009年3月11日內賈德更對經濟合作組織（ECO）進一步地提出了一系列建議，包括成立經濟合作發展組織和貿易銀行，以及進行貨幣合作。他說：“應在成員國間使用“單一貨幣”進行貿易，接下來在其他國家和鄰國中推行。”

## 未來展望
主流經濟學家都同意，如果資金流動性危機不解除，全球性衰退將成定局，另有許多媒體認為最佳狀況下也會有5年的經濟低迷。
2009年4月13日，美國左翼經濟學家保罗·克鲁格曼於演講中表示，如果各國政府目前的做法依然不變，甚至認為金融海嘯已經近尾聲，那麼很快史上最慘烈的大蕭條即將來襲，因為不管股市反彈與否、數據降幅縮小與否、銀行業打消狀況好壞，整體世界經濟下墜中並且工作數量持續下墜是不可扭轉的既定事實，30年代大蕭條也是先有一段看似好轉期後續第二波的主海嘯卻突然來襲，就算在最佳狀態的假設成立；真的觸底也會陷入日本失落十年重演，到了底部後就從此盤整再也沒有爬起來，而現在與未來的世界情勢卻比當年日本面對的嚴重十倍。

## 時序

### 發生來源
- 次級房屋信貸危機

### 2008年的事件
- 雷曼兄弟申請破產保護

英美两国救市规模

- 華盛頓互惠宣佈破產，被美聯儲接管後售予摩根大通
- 美联银行（Wachovia）的存款業務可能被花旗銀行收購[127]，但富國銀行也有意併購[128]
- 2008年經濟穩定緊急法案
- 海波不动产（英语：Hypo Real Estate）接受德國政府擔保
- 冰島瀕臨破產，三大銀行被接管
- 美國宣布7000億美金救市計畫的前半段2900億救助金融業不理想，後續改為救助消費者，等於宣示經濟衰退已經從短期風暴變成長期抗戰
- 布希總統宣佈以134億美金緊急救市即將瀕臨倒閉的通用、福特、克萊斯勒等三大車廠
- 中国四万亿投资计划

### 2009年的事件
- 中國家電下鄉和汽車下鄉。

2009年歐盟失業率

- 西班牙一月失業率升高到13.3%創歷史新高。
- 日元大幅升值影響，日本主要的汽車與電子公司財報總虧損超過2.6兆日幣。
- 英鎊大貶值。
- 美國一月失業率升到7.4%。
- 德國奇夢達與加拿大北電網路均宣告申請破產保護。
- 美國總統巴拉克·歐巴馬於2月18日簽署通過7870億美元振興經濟方案，即日起將正式生效，藉由減稅、擴大公共建設與社會福利，補助地方政府等措施，來振興美國經濟，並期望未來2年創造350萬個工作機會。
- 韩圆大幅貶值，但隨後又大幅升值到33元，新台幣貶破35元關卡。
- 3月2日美國財政部及聯邦儲備委員會再提供給美國國際集團300億美元資金援助。
- 美國克萊斯勒汽車4月30日宣告申請破產保護，義大利飛雅特汽車將合併重整克萊斯勒。
- 英國五月失業率攀升至7.3%，失業人數高達227萬人，創12年來最高。
- 美國五月失業率升高至9.4%，再創26年新高。
- 美國通用汽車公司6月1日向曼哈頓區法庭宣告申請破產保護並組織重整，並由美國和加拿大兩政府接管，宣布將再裁員1萬人。
- 德國百貨零售與旅遊業巨擘Arcandor集團6月向法院申請破產保護，將造成4萬3千多人失業。
- 全世界發行量最大的老牌月刊讀者文摘8月宣告申請破產保護。
- 美國八月份失業率再次升高至9.7%。
- 臺灣8月失業率再次增為6.13%，全台失業人數為67萬2千多人，繼續創歷史新高。
- 俄羅斯最大汽車製造商奧托瓦茲汽車集團，9月25日宣佈將大幅度裁員2萬7600人。
- 由於全球避險需求增加，國際金價10月衝破每盎斯1000美元，年底金價預估恐破1200美元。
- 德國與芬蘭合資的電信大廠諾基亞西門子通信將裁員5800人。美國嬌生公司為了節省成本全球將裁員逾7000人。
- 國際金價11月再次衝破每盎斯1101美元，繼續創新高。
- 擁有百年歷史，同時是全美國最大，中小企業商業貸款機構的CIT集團，11月2日正式申請破產保護，成為全美國第五大的企業破產案。
- 臺灣於春節前夕發行振興經濟消費券，每人新台幣3600元。及今年底前購買2000cc以下汽車和150cc以下機車，每輛可減徵貨物稅新台幣3萬元及4千元。
- 美國勞工部公佈十月份失業率突破10%，以10.2%再次續創26年來新高，聯邦參議院通過將失業給付再延長14週，失業率超過8.5%的州另額外延長6週。
- 阿拉伯聯合大公國杜拜財政部11月25日宣布國營企業杜拜世界總負債590億美元，爆發債務危機，恐危及全球股票型基金與投資，當日全球股市均受重挫。
- 12月16日，标准普尔分级将希腊国家信用等级从A-下降一级为BBB+，引发欧元抛售，并带动一连串欧洲国家评级下降，触发了欧洲主权债務危机。

### 2010年的事件
- 日本最大的航空公司日本航空公司1月19日正式向東京地方法院申請破產保護，並宣佈再裁員1萬5千人。
- 瑞典電信大廠爱立信1月25日宣佈由於09年實施整頓支出增加，導致獲利萎縮，將因此裁員6500人。
- 西班牙一月份全國失業率高達19.3％，再續創30年來最高記錄，也是歐盟地區失業率最高的國家。
- 日本一月份全國平均失業率為5.1%，全國失業人數為317萬人。
- 由於希臘政府出現公債危機及財政赤字影響下，歐元兌換美元重貶1.40元。
- 2月5日受到歐元區債信危機影響下，全球爆發大股災，歐、美、亞洲股市均重挫大跌，葡萄牙、西班牙股市大跌逾5%，亞洲股市跌幅超過3％，台灣股市重挫324點。
- 美國1月份失業率下滑至9.7%。
- 2月24日希臘發起全國性百萬人大罷工，以抗議歐盟及希臘政府因債信危機所進行的削減社會福利及緊縮政策，並且爆發嚴重警民衝突。同時德國、法國、英國的航空業及其它交通運輸業人員憂心未來就業權益受損下，也發動全面性的大罷工事件。
- 高盛集團於4月16日遭到美國證券交易委員會控告涉嫌詐欺，並隱瞞次貸危機案等重要金融資訊誤導投資人，當日高盛股價應聲崩落16%。而全球股市與石油、黃金價格也跟著大跌倒地不起。
- 4月27日國際信用評級機構標準普爾公司將希臘的長期主權信用評級降至垃圾級，而對葡萄牙的評等降兩級至A-，再掉四級就會進入垃圾等級，歐美金融市場受此影響均下挫。
- 5月2日歐元區成員國和國際貨幣基金組織決定在未來三年內共同向希臘提供1100億歐元的貸款，以幫助陷入債務危機的希臘渡過難關。
- 歐元兌換美元於5月19日再次重貶1.2144元，同時德國當局也宣佈限制投機性放空交易行為，全球股市均再次重挫。
- 6月的調查顯示，美國人自購健康保險的費用飆漲20%。 [129]
- 近期美元走弱和歐債危機影響下，以及人民幣匯率升值帶動亞洲貨幣走強之外，國際金價6月份以每盎斯1261美元作收，再續創歷史新高紀錄。
- 由於西班牙長期經濟不穩、成長前景疲弱，穆迪信評機構已將其主權債信等級「列入可能降級觀察」，把西班牙列入調降評等的觀察名單。
- 美國6月份全國失業率下降至9.5%，創下今年新低紀錄。

### 2011年的事件
- 6月29日，希臘議會經表決通過了政府的中期緊縮方案。由於一再實施緊縮政策，希臘經濟已經連續三年衰退，失業率已達到16%。[130]希臘民眾與工會則認為政府的緊縮政策是壓迫低收入者及其他經濟拮据的民眾，來解決上層權貴自己造成的問題，因而發動了大罷工來回應。[131]
- 7月21日，美國金融業監督單位消費者金融保護局開始營運，可以派駐「金融警察」到大型金融機構監督業務。
- 8月5日，標準普爾宣布調降將美國債信評等由AAA調降至AA+，為該公司自1941年來首次調降美國債信評等。[132]
- 9月17日，佔領華爾街運動，金融危機的受害者們紛紛走上街頭表示不滿。
- 9月21日，美國聯邦儲備局宣佈採用扭曲操作。
- 10月9日，美國明富環球控股公司宣布破產保護。

### 2012年的事件
- 2月19日針對歐洲與美國的制裁，伊朗宣布切斷對英國、法國的供油，加速歐美的衰退。[133][134]
- 6月17日希臘新民主黨在選舉中微弱執政，退出歐元區的市場恐慌風暴暫時平息。
- 7月11日美國百利金融集團傳出倒閉，總執行長自殺未遂，客戶資金2.2億美金去向不明。

### 2013年的事件
- 7月18日底特律市政府因負債185億美元宣布破產。